# Kållereds landskommun
Kållereds landskommun var en tidigare kommun i dåvarande  Göteborgs och Bohus län.

## Administrativ historik
När 1862 års kommunalförordningar började gälla inrättades över hela landet cirka 2 400 landskommuner, de flesta bestående av en socken. Därutöver fanns 89 städer och 8 köpingar, som då blev egna kommuner. Denna kommun bildades då i Kållereds socken i Askims härad i Västergötland.
Kållered påverkades inte av kommunreformen 1952 utan kvarstod som egen kommun till 1971, då området gick upp i Mölndals kommun.
Kommunkoden 1952–70 var 1404.

### Kyrklig tillhörighet
I kyrkligt hänseende tillhörde kommunen Kållereds församling.

## Kommunvapen
Blasonering: I blått fält en kulle av silver, belagd med en röd stubbe, och däröver två korslagda röjningsyxor i silver.
Vapnet antogs 1958.

## Geografi
Kållereds landskommun omfattade den 1 januari 1952 en areal av 24,63 km², varav 23,60 km² land.

### Tätorter i kommunen 1960
I Kållereds landskommun fanns tätorten Kållered, som hade 1 373 invånare den 1 november 1960. Tätortsgraden i kommunen var då 77,0 procent.

## Politik

### Mandatfördelning i valen 1938–1966
| 7 | 4 | 7 |

| 18 |

| 1 | 6 | 11 |

| 18 |

| 1 | 5 | 12 |

| 17 |

| 7 | 11 |

| 15 | 3 |

| 7 | 3 | 2 | 6 |

| 13 | 5 |

| 7 | 2 | 5 | 4 |

| 15 | 3 |

| 9 | 2 | 5 | 2 |

| 15 | 3 |

| 8 | 4 | 10 | 3 |

| 20 | 5 |